# Balin Dol
Balin Dol (macedónul: Балин Дол, albánul Balin Dolli) település Észak-Macedóniában, a Pologi körzet Gosztivari járásában.

## Népesség
| Lakosok száma | 916  | 1020 | 1170 | 1736 | 3164 | 895  | 2862 | 2501 | 2059 |
|               | 1948 | 1953 | 1961 | 1971 | 1981 | 1991 | 1994 | 2002 | 2021 |

2002-ben 2 501 lakosa volt, akik közül 2 156 albán, 337 macedón, 3 szerb, 1 bosnyák és 4 egyéb.